# 고요엔역
고요엔역(일본어: 甲陽園駅, こうようえんえき)은 일본 효고현 니시노미야시에 있는 한큐 전철 고요 선의 역이다. 역 번호는 HK-30이다.
2003년도의 제4회 긴키의 역 백선에 선정되었다.

## 역사
- 1924년 10월 1일: 한신 급행 전철(현, 한큐전철) 고요 선의 슈쿠가와 ~ 당역 구간 개통으로 설치됨.
- 1965년 6월 1일: 학생용의 자유투 게이트 설치.
- 1995년
  - 1월 17일: 한신・아와지 대지진에 의하여 불통.
  - 3월 1일: 복구에 따라 영업 재개.
- 2008년 9월 20일: 역 인근에서 슈쿠가와 발 고요엔 행 보통 열차(6000계 3량 편성)의 최후미 차량(6110호)이 탈선하여 승객들과 승무원들의 약 20명의 부상자 발생으로 1번 선이 사용 정지됨.
- 2010년 8월 7일: 1번 선 사용 재개, 2번 선 폐지.
- 2013년 12월 21일: 역 번호 도입.

## 역 구조
두단식 승강장 1면 1선의 지상역이다.
과거에는 2면 2선이었다(서쪽 승강장을 포함하면 3면 2선). 본 역 구내 탈선 사고 이후 1번 선은 사용 정지되어 2번 선만 사용되고 있다. 2년 후의 2010년 6월경에는 분기기를 철거한 후, 1번 선 승강장의 개수 공사를 실시하고 동년 8월 7일부터는 배선 변경 후 2번 선을 폐지하고 1번 선만을 사용하게 되었다. 그 후, 2번 선의 남아있던 부분은 묻히고 승강장(2번 선이 있었던 시절의 2번 선 왼쪽의 승강장은 울타리가 되어 출입할 수 없게 되었다.)의 구조는 1면 1선이 되었다.
화장실은 개찰구 내에 있다. 

### 승강장
| 시종착역       |
| 1\|            |
| 쿠라쿠엔구치 ↓ |

| 번호 | 노선      | 행선                                                  |
| ---- | --------- | ----------------------------------------------------- |
| 1    | ■ 고요 선 | 슈쿠가와・오사카우메다・고베산노미야・다카라즈카 방면 |

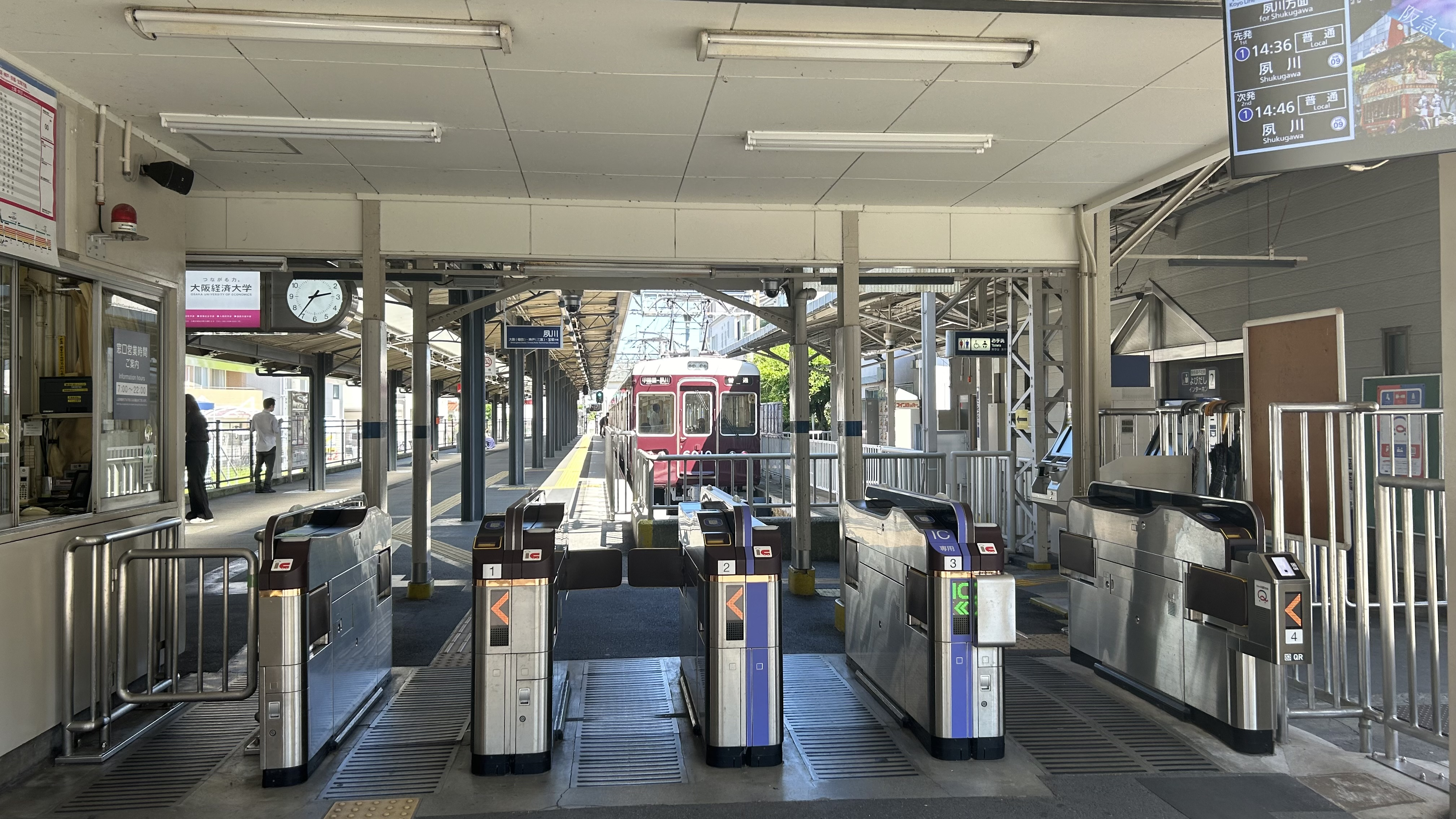
개찰구
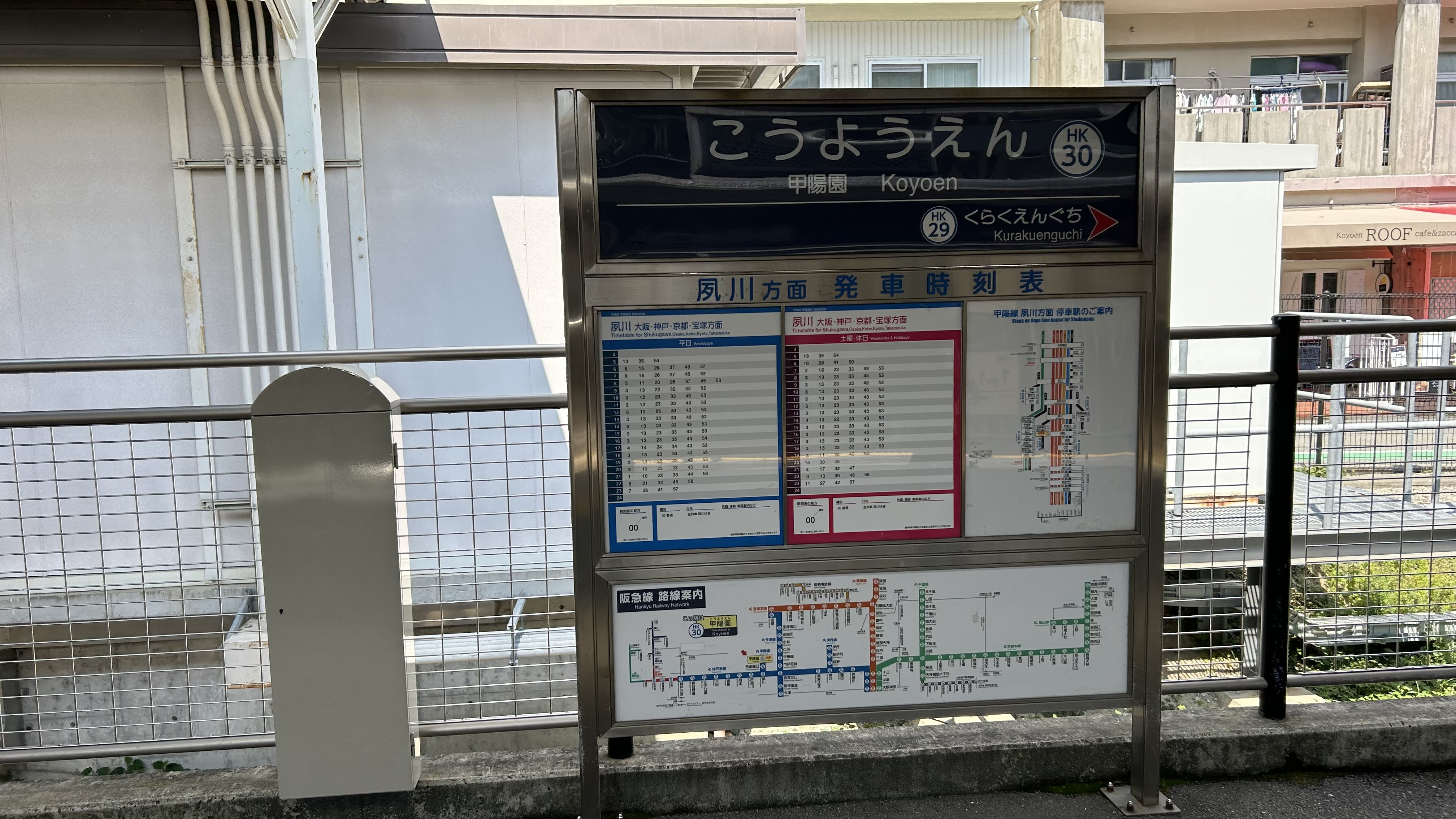
역명 표
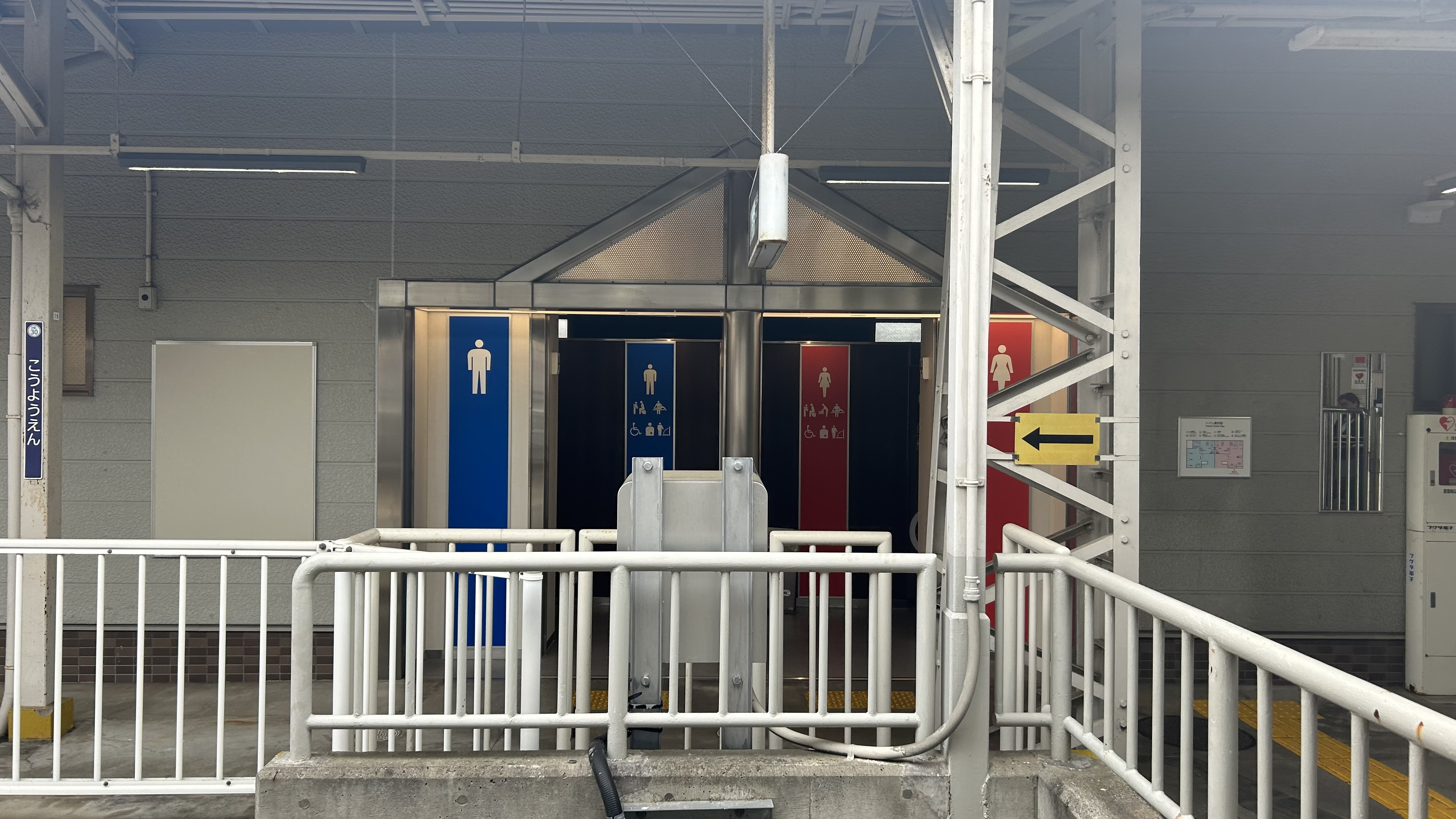
화장실
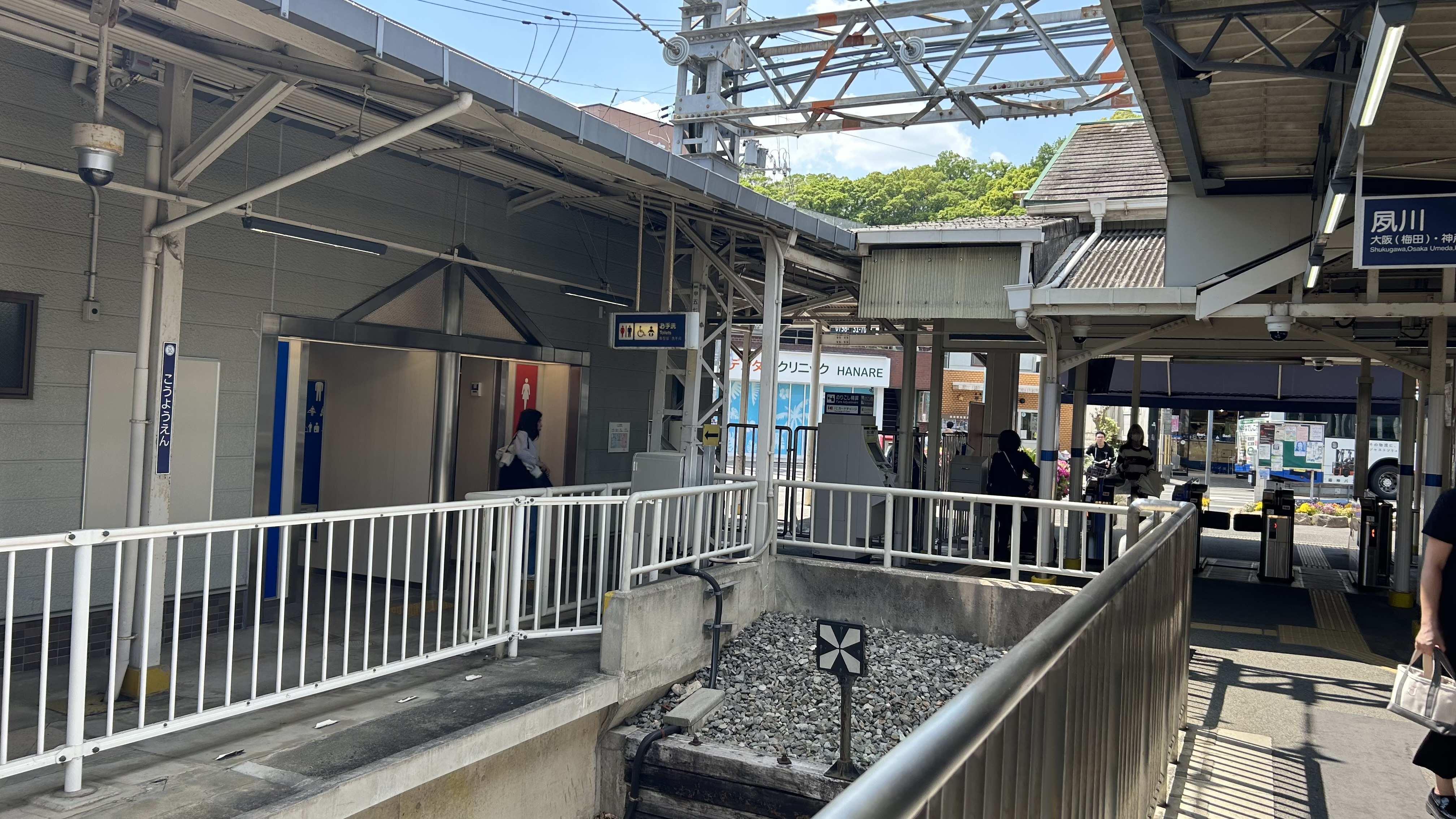
차 정지

## 역 주변
주위는 고요엔으로서 니시노미야나나엔의 하나로 꼽히며, 한신 간 고급 주택가의 하나로 유명하다.
- 니시노미야 시립 고요엔 초등학교
- 고요가쿠인 고등학교
- 효고 현립 니시노미야키타 고등학교
- 가부토 산
- 간노지
- 주린지
- 효고 현립 가부토야마 삼림공원
- 기타야마 녹화 식물원
- 트라피스트회 니시노미야 성모 수도원
- 니시노미야 고요엔 우체국
- 니시노미야 신코요 우체국

## 사진

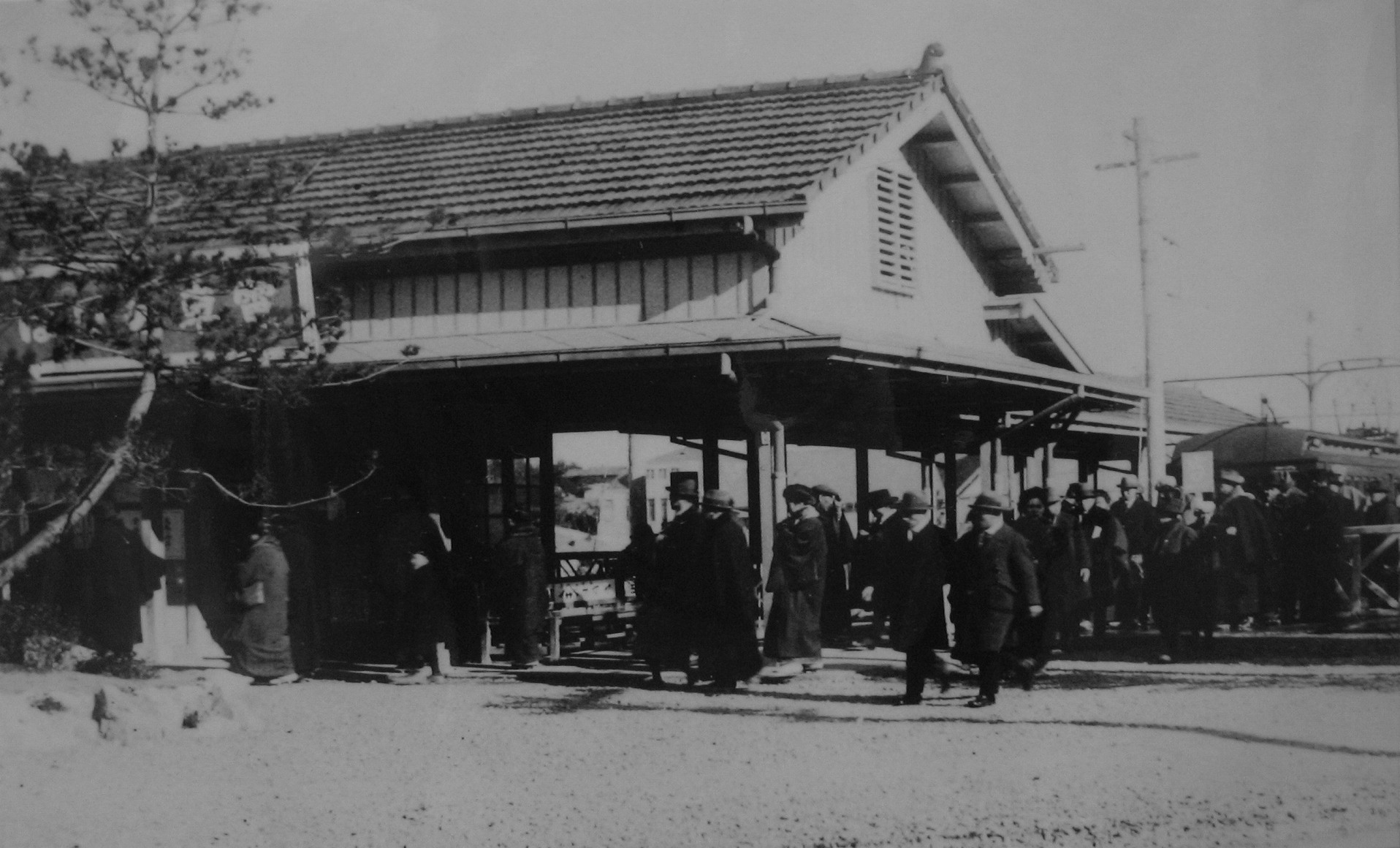
개통 초기의 고요엔 역
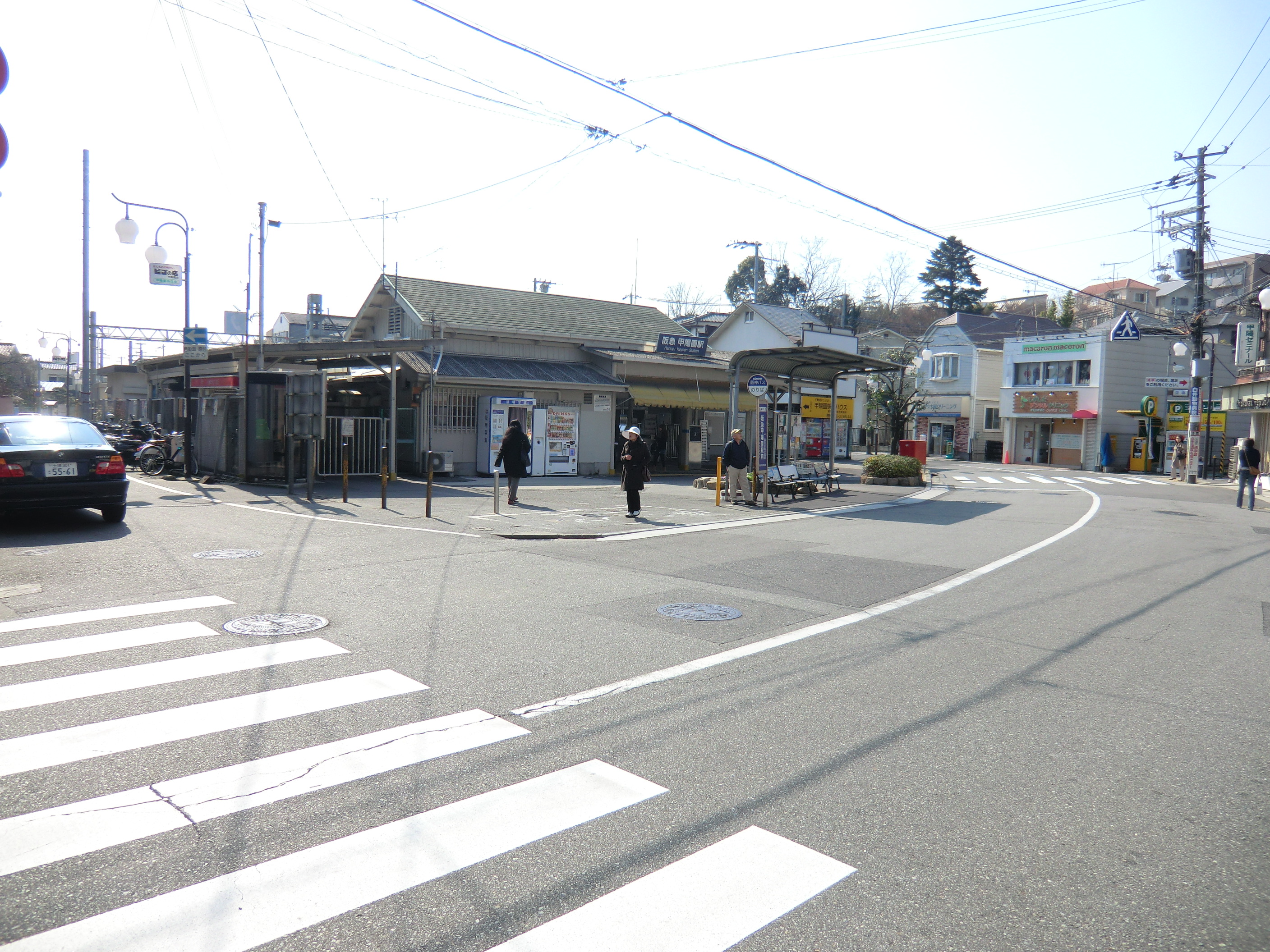
역전 로터리
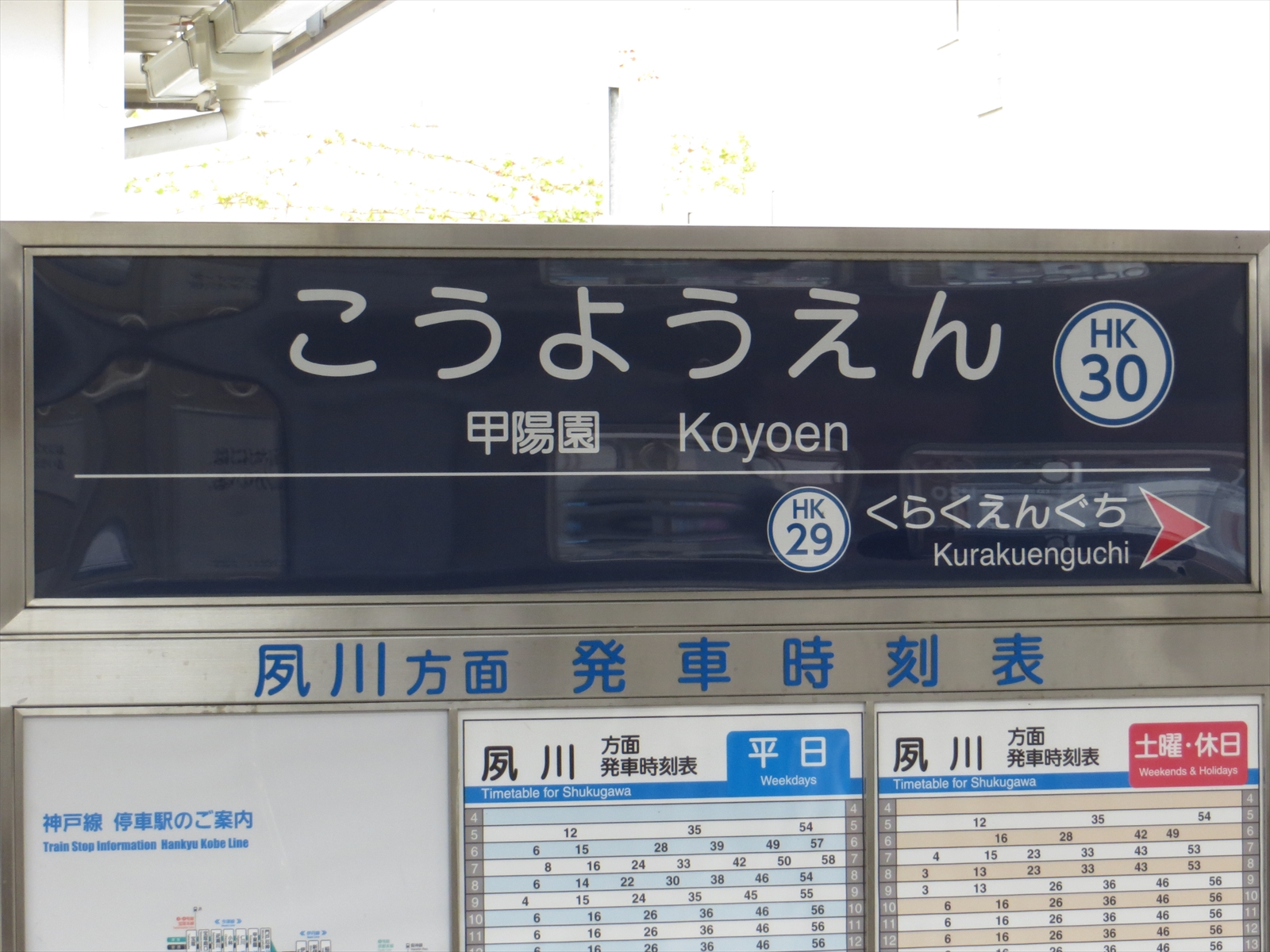
역명판

## 인접역
| 한큐 전철 ■ 고요 선              | 한큐 전철 ■ 고요 선 | 한큐 전철 ■ 고요 선 |
| -------------------------------- | ------------------- | ------------------- |
| HK-29 쿠라쿠엔구치 슈쿠가와 방면 |                     | 시·종착역           |

## 같이 보기
- 스즈미야 하루히 시리즈